# Dombås (stacja kolejowa)
Dombås – stacja kolejowa w Dombås, w regionie Oppland, w Norwegii. Znajduje się na Dovrebanen i Raumabanen. Stacja została otwarta w 1913 wraz z linią z Eidsvoll. Położona jest na wysokości 659 m n.p.m. i oddalona jest od stacji Oslo Sentralstasjon o 343,04 km.